# Засорин, Иван Михайлович
Ива́н Миха́йлович Засо́рин (8 апреля 1913 — 29 мая 1985) — участник Великой Отечественной войны, Герой Советского Союза (1945), командир батареи 525-го лёгкого артиллерийского полка (11-я лёгкая артиллерийская Свирская бригада, 7-я артиллерийская дивизия прорыва, 46-я армия, 2-й Украинский фронт), старший лейтенант.

## Биография
Родился 8 апреля 1913 года в деревне Стенино Калужской губернии (ныне — Козельского района Калужской области) в крестьянской семье. Русский.
Проживал в городе Зеленодольск Татарской АССР (ныне — Республика Татарстан). В 1928 году окончил 7 классов и позже — школу ФЗО (ныне профессиональный лицей № 25) в Зеленодольске по профессии столяра в 1932 году. Работал на заводе «Красный металлист», был членом бюро районного комитета ВЛКСМ. Член ВКП(б)/КПСС с 1937 года.
Призван в армию в 1935 году. Служил на Дальнем Востоке в артиллерийской части, был секретарём комсомольской организации части, затем — политруком батареи. Участник боёв с японскими войсками у озера Хасан в 1938 году. Пройдя переподготовку (ускоренные артиллерийские курсы), из политработника превратился в строевого командира, был назначен командиром батареи. Продолжал службу на Дальнем Востоке до лета 1944 года.
Во время Великой Отечественной войны в действующей армии — с 1944 года. Начал свою боевую деятельность на Карельском фронте. В дальнейшем сражался на 3-м, 2-м, снова на 3-м Украинских фронтах. На Карельском фронте в июле-августе 1944 года в составе 11-й лёгкой артиллерийской бригады 7-й артиллерийской дивизии прорыва, входившей в состав 7-й армии, принимал участие в Свирско-Петрозаводской наступательной операции.
В августе 1944 года И. М. Засорин в составе 3-го Украинского фронта принимал участие в Ясско-Кишинёвской стратегической наступательной операции, освобождении Молдавии, в боях на территории Румынии. С 6 по 28 октября 1944 года Засорин — на 2-м Украинском фронте в составе 46-й армии принимал участие в Дебреценской наступательной операции и освобождении города Сегед (Венгрия). В ноябре-декабре в составе 46-й армии на 2-м Украинском фронте Засорин принимал участие в Будапештской стратегической наступательной операции.
Особенно отличился в ходе форсирования Дуная. В ночь на 5 декабря 1944 года вместе с двумя радистами он переправился на правый берег Дуная и, корректируя огонь своей батареи, способствовал занятию и расширению плацдарма и освобождению города Эрчи (Венгрия). Затем вместе со своей 11-й лёгкой артиллерийской бригадой продолжал участвовать в Будапештской операции вплоть до освобождения Будапешта 13 февраля 1945 года. В марте-апреле 1945 года в составе 3-го Украинского фронта 7-я артиллерийская дивизия прорыва участвовала в Венской операции и в освобождении многих городов и населённых пунктов Венгрии и Австрии.
После окончания войны И. М. Засорин продолжал службу в Советской Армии. С 1955 года майор Иван Засорин — в запасе. Жил в городе Зеленодольск, работал на судостроительном заводе имени Горького.
Умер 29 мая 1985 года.
Дочь — Альбина Ивановна Пенкина.
Сын - Засорин Владимир Иванович

## Награды
- Указом Президиума Верховного Совета СССР от 24 марта 1945 года за умелое выполнение боевых задач, героизм и мужество, проявленное при форсировании Дуная, Засорину Ивану Михайловичу присвоено звание Героя Советского Союза с вручением ордена Ленина и медали «Золотая Звезда» (№ 8038).
- Награждён также орденом Красного Знамени, двумя орденами Отечественной войны 1-й степени, орденом Красной Звезды, а также медалями: 20 лет Победы в Великой Отечественной войне, 30 лет Победы в Великой Отечественной войне, 40 лет Победы в Великой Отечественной войне, 30 лет Советской Армии, 50 лет Советской Армии, 60 лет Советской Армии, Ветеран труда, 100 лет со дня рождения Ленина.
- Награждён знаками «За участие в боях на озере Хасан», «Ветерану спорта», «40 лет 7 А. Д. П.», «Знак СКВВ».

## Память
- Именем Героя названа улица в Зеленодольске[1].
- Барельеф И. М. Засорина установлен на Аллее героев в Зеленодольске[2].
- День памяти Ивана Засорина[3].